# قاضی‌قوردالی
قاضی‌قوردالی (به لاتین: Qazıqurdalı) یک منطقه مسکونی در جمهوری آذربایجان است که در شهرستان بردع واقع شده است. قاضی‌قوردالی ۸۵۸ نفر جمعیت دارد.